# Yecla
Yecla – gmina w Hiszpanii, w prowincji Murcja, w Murcji, o powierzchni 605,64 km². W 2011 roku gmina liczyła 34 601 mieszkańców.

## Współpraca
- Vinaròs, Hiszpania
- Eibar, Hiszpania
- El Barco de Ávila, Hiszpania